# Arrocera Las Palmas
Arrocera Las Palmas ist eine Ortschaft in Uruguay.

## Geographie
Der Ort befindet sich auf dem Gebiet des Departamento Treinta y Tres in dessen Sektor 2. Arrocera Las Palmas liegt nordöstlich von Arrocera Santa Fe, nördlich von Arrocera Bonomo und Arrocera Los Teros, ostsüdöstlich von Mendizábal (El Oro) und südsüdwestlich von Vergara.

## Einwohner
Arrocera Las Palmas hatte bei der Volkszählung im Jahre 2011 40 Einwohner, davon 24 männliche und 16 weibliche. Bei den vorhergehenden Volkszählungen von 1963 bis 2004 wurden für den Ort keine statistischen Daten erfasst.
| Jahr | Einwohner |
| ---- | --------- |
| 1996 | -         |
| 2004 | -         |
| 2011 | 40        |

Quelle: Instituto Nacional de Estadística de Uruguay